# 梅爾文·穆尼
梅爾文·穆尼（英語：Melvin Mooney；1893年—1968年）是一名美國物理學家和流變學家。
穆尼出生於密蘇里堪薩斯城。他於1917年自密蘇里大學取得其文學士學位，隨後於1923年自芝加哥大學取得其物理學博士學位。他曾在美國橡膠公司工作。
他發展了一套被稱為穆尼黏度計的裝置，可用於測量橡膠交聯過程中的黏度。他亦提出穆尼－里夫林固體的本構關係，描述橡膠的超彈性應力－應變行為。他是流變學會賓漢獎章的首位獲獎者（1948年）。1962年，獲得查理斯·固特異獎章。

## 外部連結
- A photograph of Melvin Mooney Archive.today的存檔，存档日期2013-04-15 from  （页面存档备份，存于）
- Audio interview （页面存档备份，存于） with Melvin Mooney.